# Consell de Ministres d'Economia i Finances de la Unió Europea
El Consell de Ministres d'Economia i Finances de la Unió Europea (sigles en anglès: ECOFIN) és un dels organismes més antics del Consell de la Unió Europea i està compost pels ministres d'Economia i Finances dels 28 estats membres de la Unió Europea. I també pels ministres del pressupost quan es debaten temes pressupostaris.

## Tasques
Aquest Consell cobreix un gran nombre de polítiques de la UE com són la coordinació de les polítiques econòmiques, la vigilància i supervisió de la política pressupostària i les finances públiques, l'euro en els seus aspectes pràctics i internacionals, els mercats financers, els moviments de capital i les relacions econòmiques amb països tercers. També prepara i adopta cada any, junt amb el Parlament Europeu, el pressupost de la Unió Europea.

## Decisions
El Consell es reuneix una vegada al mes i decideix principalment per majoria qualificada, consultant o per codecisió amb el Parlament Europeu, fent excepció dels assumptes fiscals que s'aproven per unanimitat. Quan aquest Consell examina informes sobre l'euro i la Unió monetària i econòmica (EMU), els representants dels Estats que no han adoptat l'Euro com a moneda oficial no prenen part en les votacions del Consell.